# 東雲湖
東雲湖（しののめこ）は、北海道上士幌町にある湖（自然湖）である。東小沼（ひがしこぬま）とも呼ばれる。
日本の秘境100選のひとつで、支笏湖近くのオコタンペ湖、阿寒摩周のオンネトーとともに北海道三大秘湖に数えられる。北海道三大秘湖の中では唯一、直接の連絡道路がない湖である。

## 地理
大雪山国立公園内にあり、然別湖の東0.7キロメートルに位置する。クマザサの丘とガレ場に囲まれた、周囲0.8キロメートルほどの小さな湖である。然別火山群の噴火で形成された爆裂火口でもある。
湖内にはヨシ（アシ・葦）が生えている。湖に繋がる河川が無く、枯れたヨシが湖底に溜まり続けており、結果として水位が下がり続けている。
今後、比較的短期間に消滅する可能性がある。

## 動植物

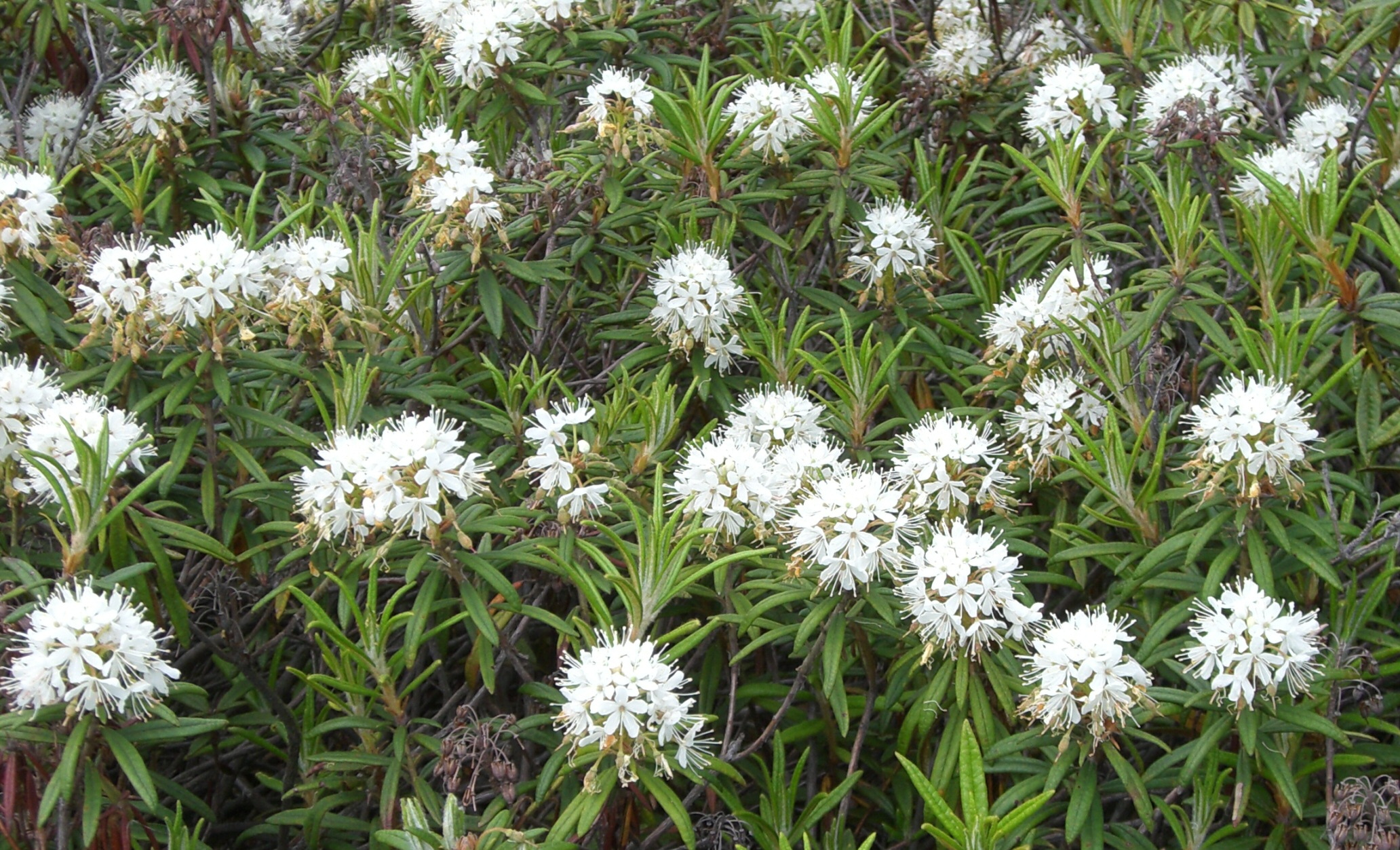
イソツツジ（撮影場所は硫黄山）

展望地付近のガレ場はナキウサギの生息地になっており、岩場の穴を巣としている。時折甲高い鳴き声を響かせる。湖にはエゾサンショウウオが生息する。
付近は高山植物の宝庫で、ゴゼンタチバナ、イソツツジなどが見られる。

## アクセス
東雲湖への直接の連絡道はないが、南側の斜面に、東雲湖全体を望むことのできる場所があり、ここへは、然別湖付近から徒歩でアクセスすることができる。北海道道85号鹿追糠平線、然別湖畔温泉南側の白雲橋付近から白雲山登山道をトレッキングするか、然別湖畔温泉の桟橋付近からカナディアンカヌー、カヤック、手漕ぎボートなどを利用して東雲湖展望地西側の旧桟橋で上陸し、山道を15分ほど歩くという方法である。

## 周辺
- 大雪山国立公園
- 然別湖畔温泉
- 駒止湖